# Mehrfamilienhaus Heßstraße 82 (München)

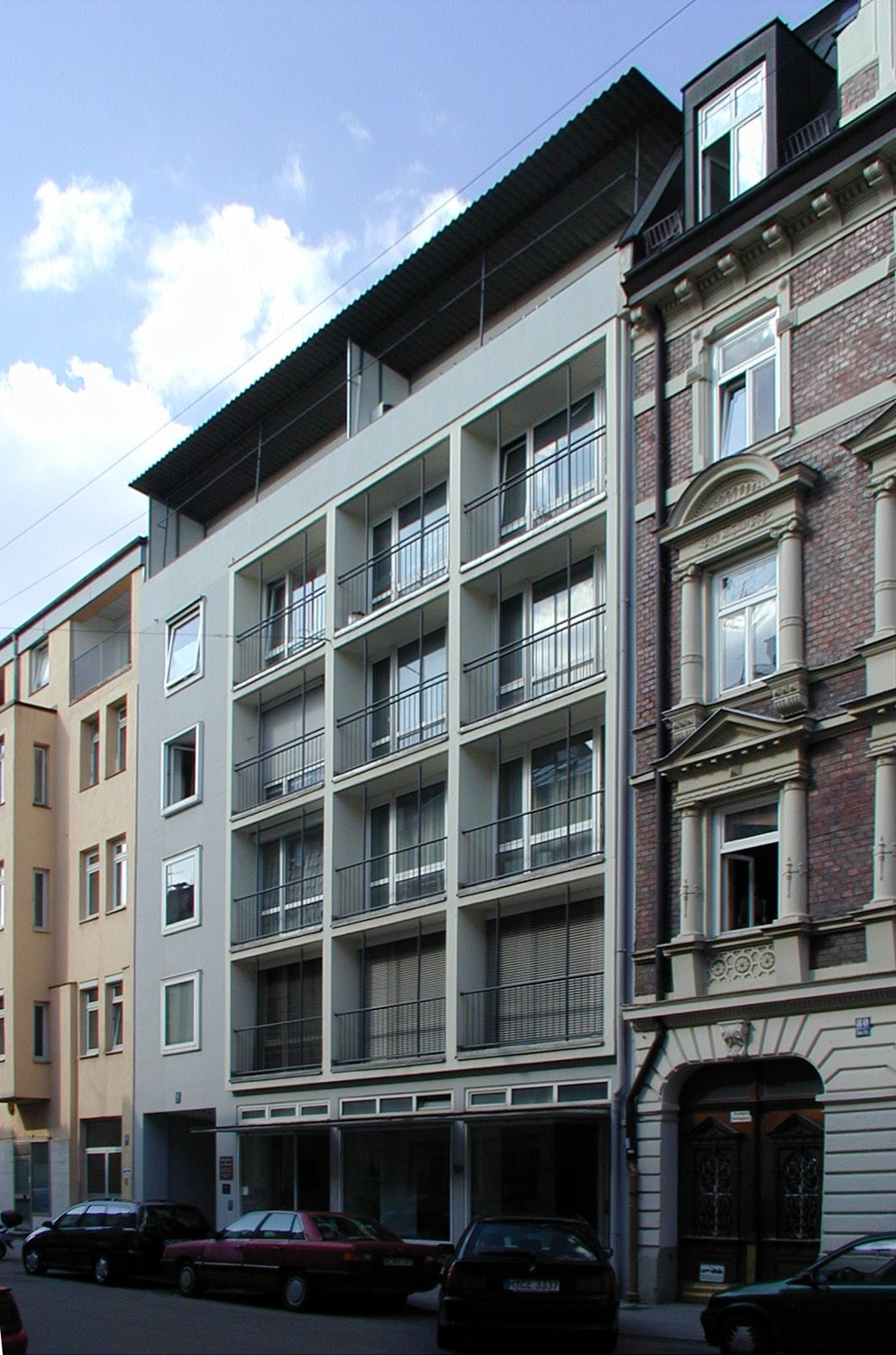
Straßenfassade

Das Mehrfamilienhaus Heßstraße 82 befindet sich im Münchner Bezirk Maxvorstadt und wurde 1954 nach Plänen von Grete und Werner Wirsing errichtet. Das städtische Mehrfamilienhaus ist unter Aktennummer D-1-62-000-7895 in der Denkmalliste Bayern eingetragen.

## Baugeschichte & Architektur
Das sechsgeschossige Bauwerk wurde ab 1952 vom Ehepaar Wirsing entworfen und 1954 fertiggestellt. Das Mehrfamilienhaus mit Läden im Erdgeschoss besitzt Schaufenster mit Vordachplatten. Raumhohe Verglasungen öffnen sich zur Straße hin. Die Fassade mit ihren filigranen, betonierten Loggien ist streng gerastert. Das Dachgeschoss zeichnet sich mit einem Flugdach aus. Mitarbeiter im Atelier Wirsing war Joachim von Poschinger.

## Baudenkmal
Das Mehrfamilienhaus steht unter Denkmalschutz und ist im Denkmalatlas des Bayerischen Landesamtes für Denkmalpflege und in der Liste der Baudenkmäler in der Maxvorstadt eingetragen.